# Amp (personage)
Amp (ook bekend als Electro-Chomp in de handleiding van New Super Mario Bros. Wii) is een personage uit de Marioreeks.

## Karakteromschrijving
Amp is een zwart balletje die elektriciteit op zijn gezicht heeft zitten. Hij heeft enkel een gezichtje en verder geen andere lichaamsdelen. Hij is een vijand van Mario en als Mario op hem springt of tegen hem aan loopt, krijgt hij een schok. Hij is met twee krachten te verslaan: Ice en Superstar. Amp maakte zijn debuut in Super Mario 64 en kwam daarna nog voor in Super Mario 64 DS, Mario Party 5, Mario Party Advance, New Super Mario Bros., Mario Party 8, Super Mario Galaxy, New Super Mario Bros. Wii en Super Mario Galaxy 2. In Mario Party 4 verschijnt hij als een sticker, dat Waluigi's favoriete voorwerp is in het spel. In Mario Party 5, Mario Party 6 en Mario Party 7 (in de laatstgenoemde games onder de naam Zap) is hij een orb.